# Paterna (kommunhuvudort)
Paterna är en kommunhuvudort i Spanien.   Den ligger i provinsen Província de València och regionen Valencia, i den östra delen av landet, 300 km öster om huvudstaden Madrid. Paterna ligger 61 meter över havet och antalet invånare är 64 023.
Terrängen runt Paterna är platt.Runt Paterna är det mycket tätbefolkat, med 5 021 invånare per kvadratkilometer. Närmaste större samhälle är Valencia, 5,9 km sydost om Paterna. Runt Paterna är det i huvudsak tätbebyggt.